# Elsa (Nữ hoàng băng giá)
Elsa, còn được biết đến với tên gọi Nữ hoàng băng giá, là một nhân vật hư cấu xuất hiện trong bộ phim hoạt hình chiếu rạp thứ 53 của Walt Disney Animation Studios, Nữ hoàng băng giá (2013) và phần hậu truyện Nữ hoàng băng giá 2. Nhân vật được lồng tiếng chủ yếu bởi nữ diễn viên và ca sĩ Broadway Idina Menzel. Ở đầu phim, Eva Bella lồng tiếng vai Elsa hồi nhỏ và Spencer Lacey Ganus lồng tiếng vai Elsa khi đến tuổi thiếu niên. Tại Việt Nam, Dương Hoàng Yến đảm nhiệm việc lồng tiếng trong phần đầu tiên, còn phần thứ hai do Tiêu Châu Như Quỳnh thể hiện.
Lấy cảm hứng từ nhân vật chính trong truyện cổ tích Đan Mạch Bà chúa Tuyết của nhà văn Hans Christian Andersen, Elsa được sáng tạo bởi hai đạo diễn Chris Buck và Jennifer Lee. Trong phiên bản điện ảnh chuyển thể của Disney, cô là công chúa của vương quốc Arendelle, một vương quốc hư cấu nằm ở vùng bán đảo Scandinavia, là người thừa kế ngai vàng sau khi cha mẹ cô mất trong một vụ đắm tàu và có một em gái là Công chúa Anna (Kristen Bell). Elsa có khả năng kỳ diệu có thể tạo ra và điều khiển băng giá. Cô vô tình khiến vương quốc Arendelle chìm trong mùa đông vĩnh cửu vào ngày đăng cơ trở thành nữ hoàng của mình. Trong suốt bộ phim, Elsa phải đấu tranh với việc kiểm soát và che giấu sức mạnh kỳ diệu, đồng thời giải phóng bản thân khỏi nỗi sợ hãi rằng mình có thể sẽ làm hại mọi người xung quanh, đặc biệt là cô em gái.
Bà chúa Tuyết trong truyện cổ tích là một nhân vật trung lập nhưng có trái tim lạnh lùng và thường đóng vai trò phản diện trong các phiên bản chuyển thể trước đó. Việc đưa nhân vật lên phim gặp nhiều khó khăn do Andersen chỉ mô tả Bà chúa Tuyết một cách mờ nhạt, thiếu cụ thể. Một số nhà làm phim, trong đó có chính Walt Disney, đã tìm cách xây dựng nhân vật này, tuy nhiên nhiều kế hoạch chuyển thể đã bị gác lại vì không thể khắc phục được vấn đề một cách thỏa đáng. Buck và Lee cuối cùng đã giải quyết được bài toán này bằng cách biến Elsa và Anna trở thành hai chị em. Anna gặp trở ngại tới từ bên ngoài, trong khi Elsa đối mặt với khó khăn từ bên trong. Elsa sau đó được viết lại để trở thành một nhân vật bị hiểu lầm và dễ cảm thông.
Elsa nhận được phần lớn phản hồi tích cực từ giới phê bình, những người đánh giá cao tính cách phức tạp và dễ bị tổn thương của nhân vật. Nữ diễn viên Menzel cũng nhận được rất nhiều sự ca ngợi cho phần lồng tiếng của mình, đặc biệt là màn thể hiện ca khúc "Let It Go" khiến nhiều nhà phê bình gọi cô là một "giọng ca tràn đầy sức mạnh".

### Nguồn gốc và ý tưởng

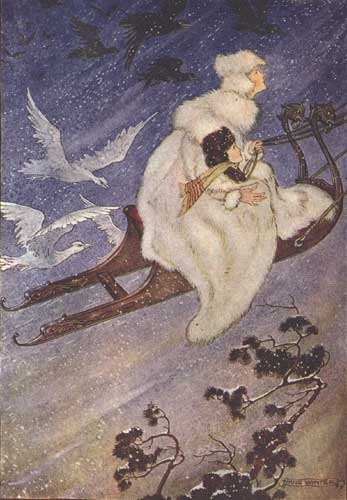
Một bức vẽ minh hoạ nữ chúa tuyết, nhân vật mà Elsa dựa theo.

### Lồng tiếng

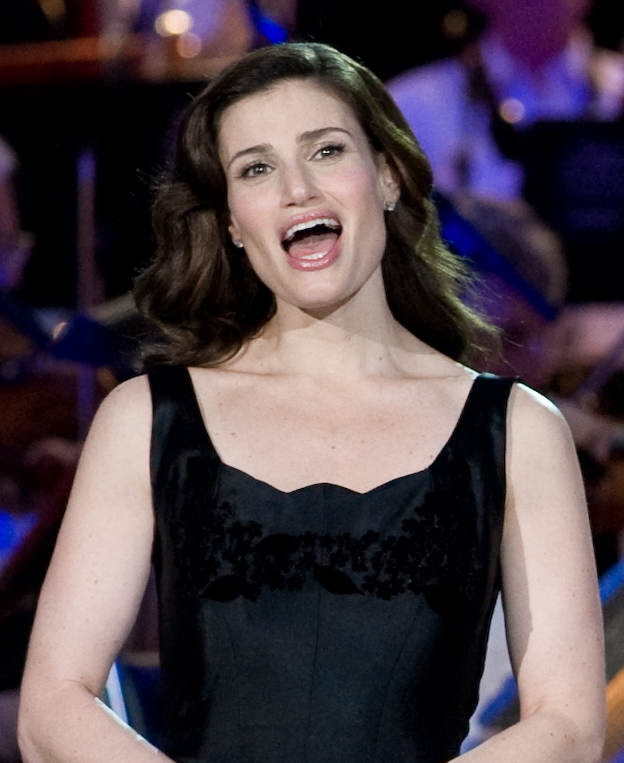
Idina Menzel lồng tiếng cả phần giọng nói và phần hát cho nhân vật Elsa.

## Quá trình phát triển